# GJ 3801
GJ 3801 is een rode dwerg met een spectraalklasse van M4V. De ster bevindt zich 29,98 lichtjaar van de zon.